# مرتندورف
مرتندورف (به آلمانی: Mertendorf) یک شهر در آلمان است که در کرتسشاو واقع شده‌است. مرتندورف ۱٬۶۴۵ نفر جمعیت دارد.